# Доппия

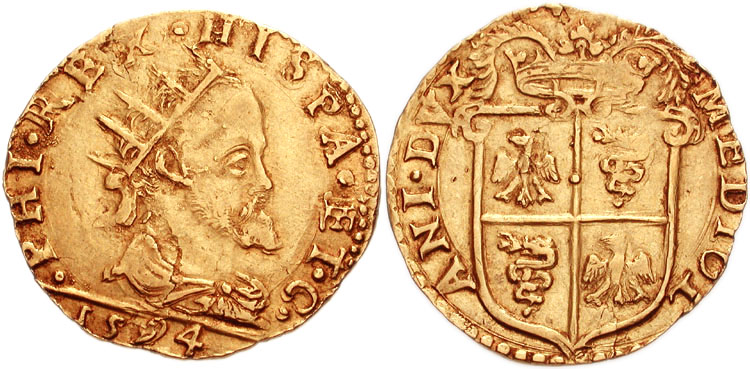
Испанская доппия Филиппа II

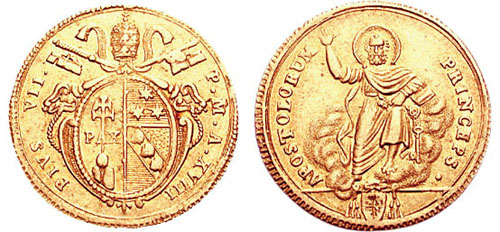
Доппия Папской области 1817 года

Доппия, допья (итал. doppia от итал. doppiо — двойной) — золотые монеты ряда итальянских государств равные двум стандартным монетам, как то двойной дукат, двойной скудо. Впервые была отчеканена в Миланском герцогстве во время правления Галеаццо Мария Сфорцы (1466—1476). Представляла собой двойной дукат весом в 6,9 г чистого золота. С одной стороны был изображён портрет, а другой — герб рода Сфорца увенчанный шлемом. Также доппией в Италии стали называть испанские золотые монеты номиналом в два эскудо (дублоны) весом в 6,7 г золота 927 пробы, которые в XVI столетии вытеснили из обращения итальянские дукаты.
В XVIII и XIX столетиях доппии чеканили во многих итальянских государствах, таких как Генуэзская республика, Лукка, Миланское герцогство, Папская область, Парма и др. Их вес был различным. На момент объединения Италии в 1861 году доппии Савойи обменивали на 28,45, Пармы — 21,92, Рима — 17,07 итальянской лиры.